# Gare de Sarpsborg
La gare de Sarpsborg est une gare ferroviaire norvégienne de la ligne d'Østfold, située sur le territoire de la commune de Sarpsborg dans le comté d'Østfold.
Mise en service en 1879, c'est une gare de la Norges Statsbaner (NSB). Elle est distante de 109,47 km d'Oslo. 

## Situation ferroviaire
La gare de Sarpsborg  est située sur la ligne d'Østfold, entre les gares de Fredrikstad et de Halden.
C'est à Sarpsborg que les lignes de l'est et de l'ouest se rejoignent après s'être séparées après Ski.

## Histoire
La gare  fut ouverte en 1879 lorsque la vestre linje fut achevée.

## Service des voyageurs

### Accueil
C'est une gare ferroviaire avec personnel. Elle est équipée de guichets ouverts tout au long de la semaine, d'un automate et d'une salle d'attente .

### Desserte
Sparsborg est desservie par un train régional allant d'Oslo à Halden et poursuivant en Suède jusqu'à Göteborg .

### Intermodalités
Un parking, de 97 places, pour les véhicules et un parc à vélo couvert y sont aménagés.Plusieurs lignes de bus desservent la gare qui possède également une station de taxi.

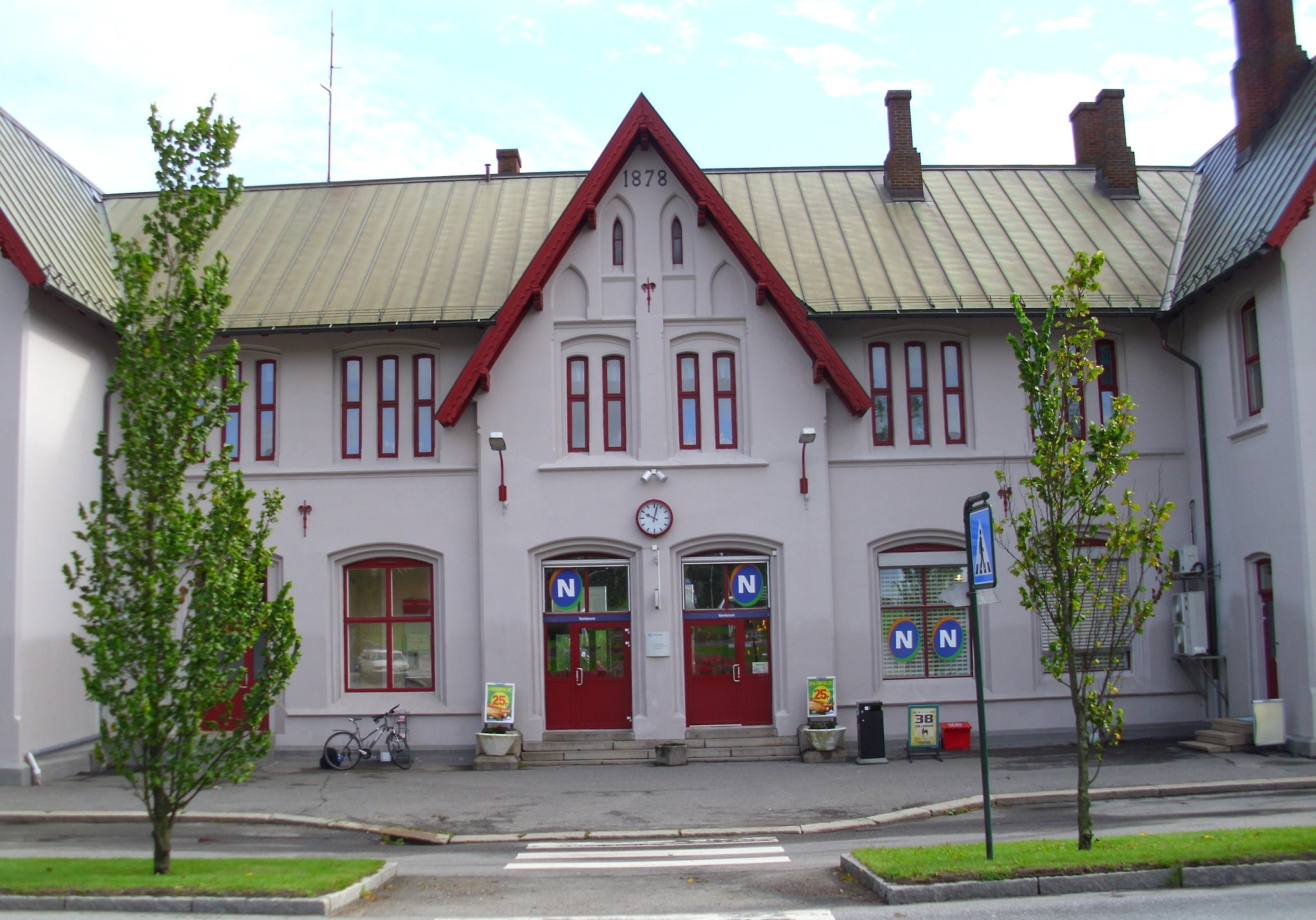
La gare vue de la rue
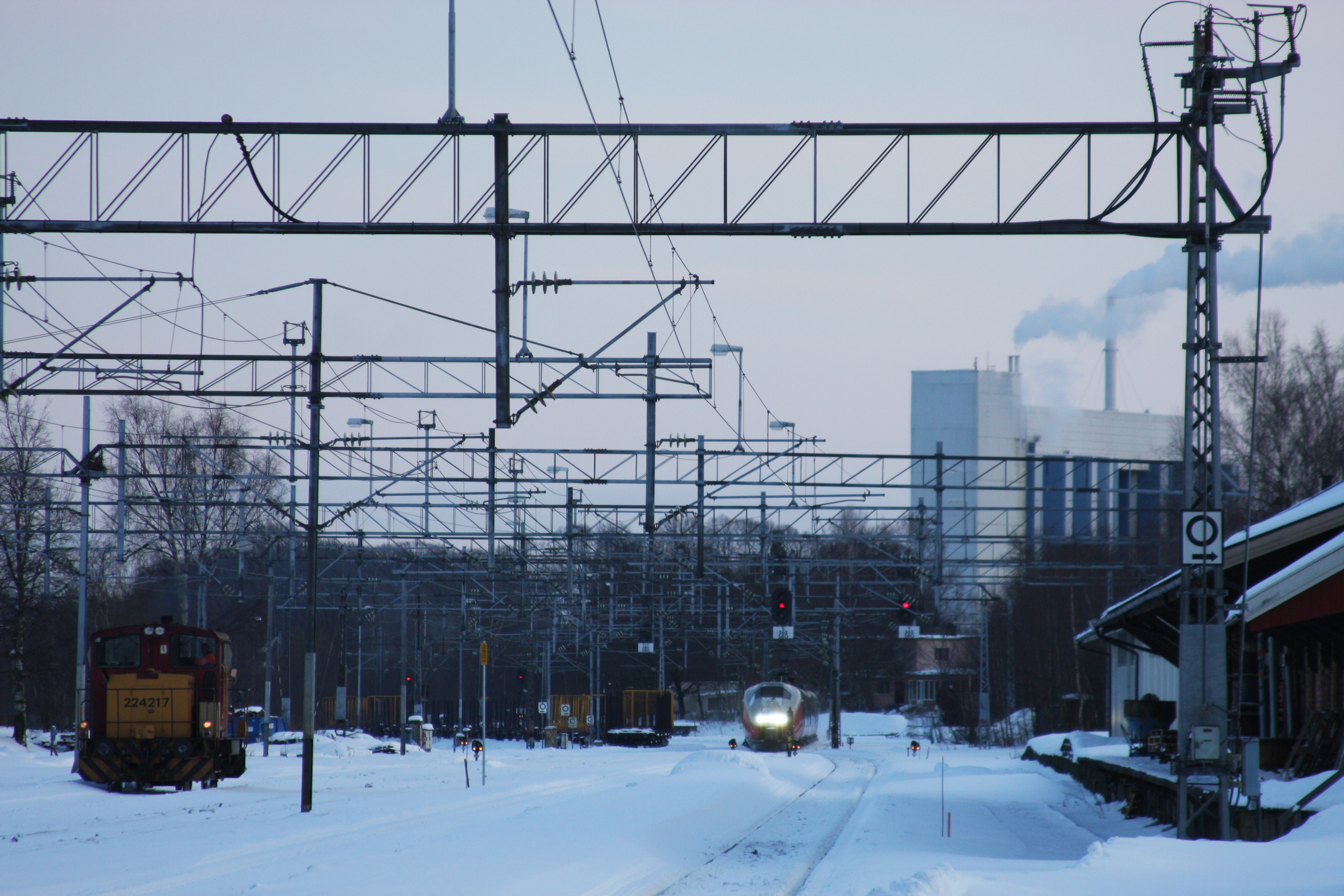
La gare en hiver
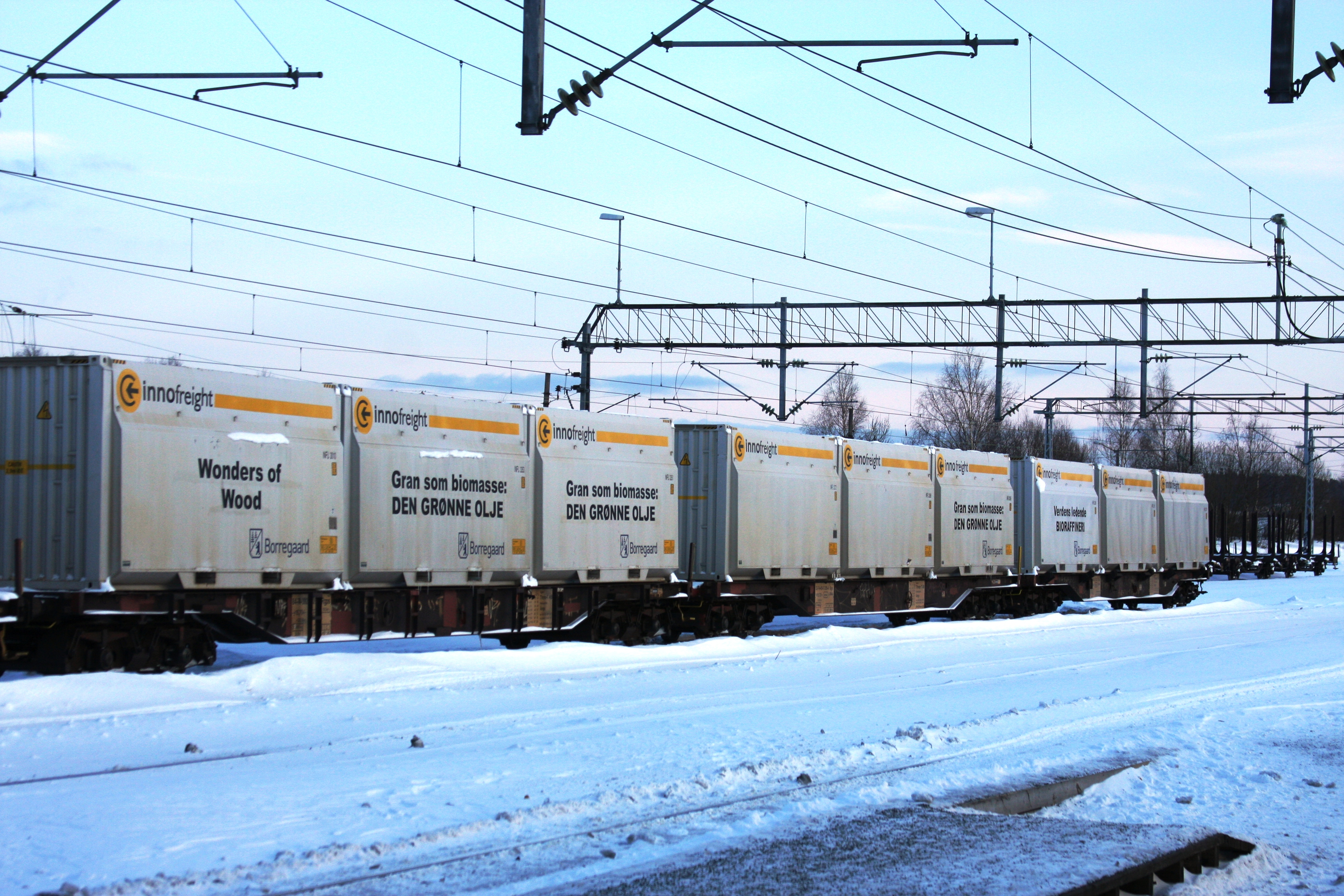
Un convoi de marchandises